# Winu Muru
Winu Muru is een bestuurslaag in het regentschap Oost-Soemba van de provincie Oost-Nusa Tenggara, Indonesië. Winu Muru telt 437 inwoners (volkstelling 2010).